# Aphidiinae
Gli Aphidiinae sono una sottofamiglia di Imenotteri parassitoidi che usano gli afidi come ospiti. Diverse specie sono state utilizzate nei programmi di controllo biologico di vari afidi.

## Biologia e distribuzione
Gli Afidini sono Imenotteri endoparassitoidi koinobionti di afidi in età giovanile e adulta.
Mentre la larva del Praon lungo 2-3 mm lascia il guscio cavo dell'afide dal basso per impuparsi in un bozzolo simile a un vulcano, la maggior parte degli altri Afidini si impupa all'interno dell'afide morto e fuoriesce in seguito in forma adulta.
Questi Imenotteri si trovano in tutto il mondo, ma si trovano principalmente nell'emisfero settentrionale. Diverse specie sono state introdotte in paesi al di fuori del loro areale naturale per il biocontrollo di specie di Afidi.